# Alicja z Szampanii
Alicja z Szampanii (ur. 1196, zm. 1246) – królowa Cypru, regentka Królestwa Jerozolimskiego, córka królowej Izabeli i Henryka z Szampanii. Przyrodnia siostra Marii z Montferratu.
We wrześniu 1210 w Nikozji poślubiła króla Cypru Hugona I (1194/1195 – 10 stycznia 1218), syna króla Amalryka I i Eschivy z Ibelinu, córki Baldwina z Ibelinu, pana ar-Ramli. Hugo i Alicja mieli razem syna i dwie córki:
- Maria (przed marcem 1215 – 1254), żona Waltera IV, hrabiego Brienne, miała dzieci
- Izabela (marzec 1216 – 1264), żona Henryka z Antiochii, matka króla Hugona III
- Henryk I (3 maja 1217 – 18 stycznia 1253), król Cypru

Po śmierci swojego pierwszego męża w 1218 r. została regentką Cypru w imieniu swojego małego synka. Administrację wyspy powierzyła swojemu krewnemu, Filipowi z Ibelinu, który jednak często postępował wbrew woli regentki. Do decydującego sporu między nimi doszło w 1223 r., kiedy na synodzie w Limassol kardynał Pelagiusz zadecydował o odebraniu prawa do dziesięciny duchownym greckim i przekazania jej duchownym łacińskim. Decyzję kardynała poparła Alicja, ale sprzeciwił jej się Filip. W wyniku konfliktu Alicja opuściła Cypr i udała się do Antiochii.
Przed 10 stycznia 1223 r. poślubiła tam Boemunda V, księcia Antiochii (zm. styczeń 1252), syna księcia Boemunda IV i Placencji z Gibeletu, córki Hugona III Embriaco, pana Gibeletu. Małżeństwo to nie doczekało się potomstwa i zostało anulowane 5 lipca 1227 r. W 1241 r. Alicja poślubiła Raoula de Soissons.
W latach 1243–1246 była regentką Królestwa Jerozolimskiego.